# Fonte Niedda (Brunnenheiligtum)
Das 1980 entdeckte Brunnenheiligtum (italienisch Pozzo sacro) Fonte Niedda (nicht zu verwechseln mit Serra Niedda) liegt etwa zwei Kilometer südöstlich von Perfugas in der Metropolitanstadt Sassari auf Sardinien.
Die äußeren Wände der bis in eine Höhe von etwa einem Meter erhaltenen Tholos aus sauber bearbeiteten Trachytquadern sind zum größten Teil mit je zwei runden, vorstehenden Bossen versehen. Es stammt wie andere sauber gearbeitete Brunnen vom Übergang der Bronze- zur sardischen Eisenzeit.
Nahe gelegene Sehenswürdigkeiten sind die heiligen Brunnen Predio Canopoli und Pozzo Sacro di Irru in Nulvi.